# (34760) 2001 QR152
2001 QR152 (asteroide 34760) é um asteroide da cintura principal. Possui uma excentricidade de 0.09077540 e uma inclinação de 2.95256º.
Este asteroide foi descoberto no dia 26 de agosto de 2001 por William Kwong Yu Yeung em Desert Eagle.